# Lézardrieux
Lézardrieux é uma comuna francesa na região administrativa da Bretanha, no departamento Côtes-d'Armor. Estende-se por uma área de 11,94 km². Em 2010 a comuna tinha 1 516 habitantes (densidade: 127 hab./km²).